# Rue Ernest-Renan (Malakoff, Hauts-de-Seine)
Pour les articles homonymes, voir Rue Ernest-Renan.
La rue Ernest-Renan est une voie de communication de Malakoff.

## Situation et accès
Elle rencontre notamment la rue de la Tour.

## Origine du nom
Cette voie rend hommage à l'écrivain, philologue, philosophe et historien français Ernest Renan (1823-1892).

## Historique

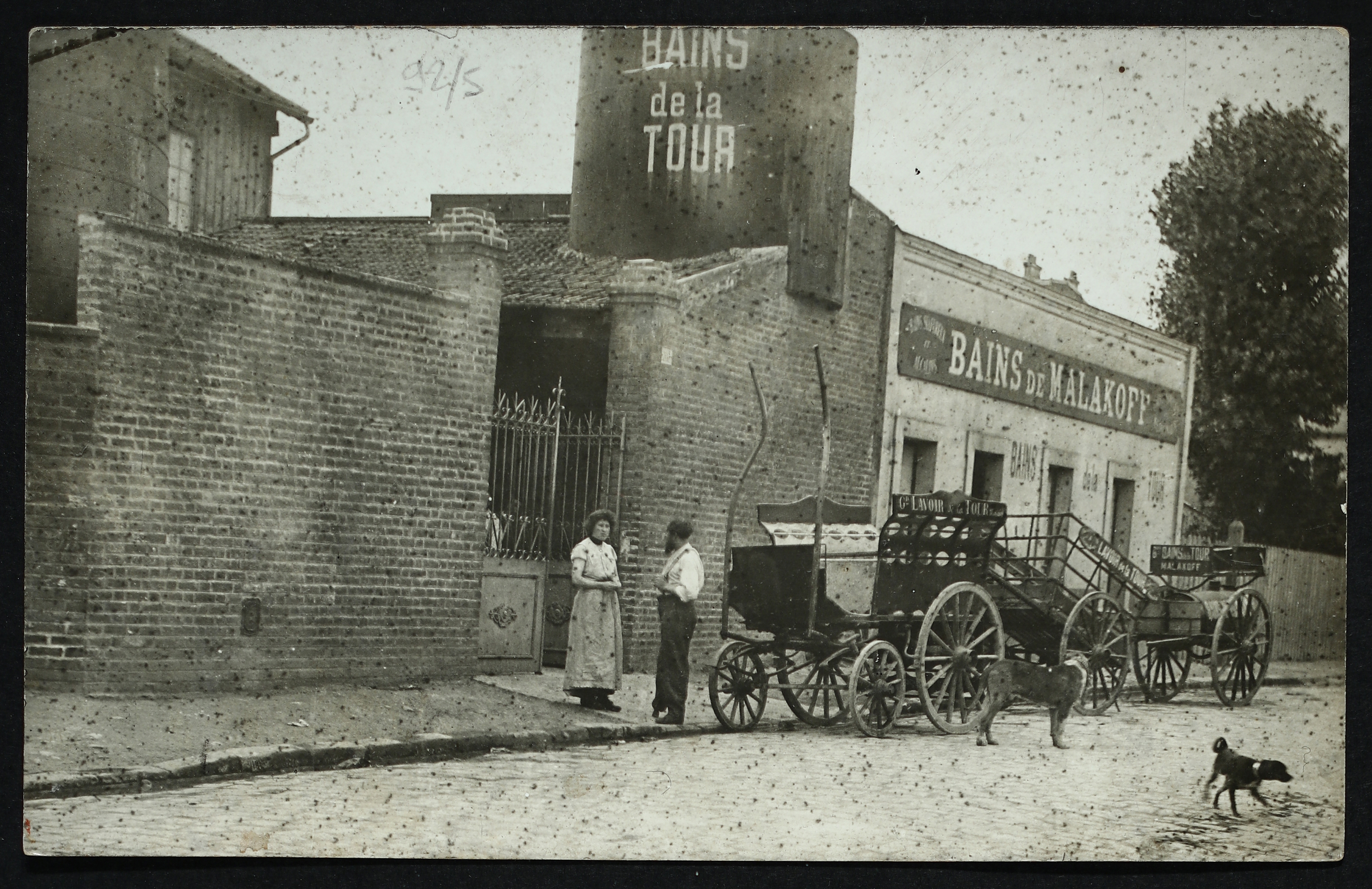
Bains de Malakoff, vers 1900.

De nombreux ateliers de blanchisserie se trouvaient dans les environs.

## Bâtiments remarquables et lieux de mémoire

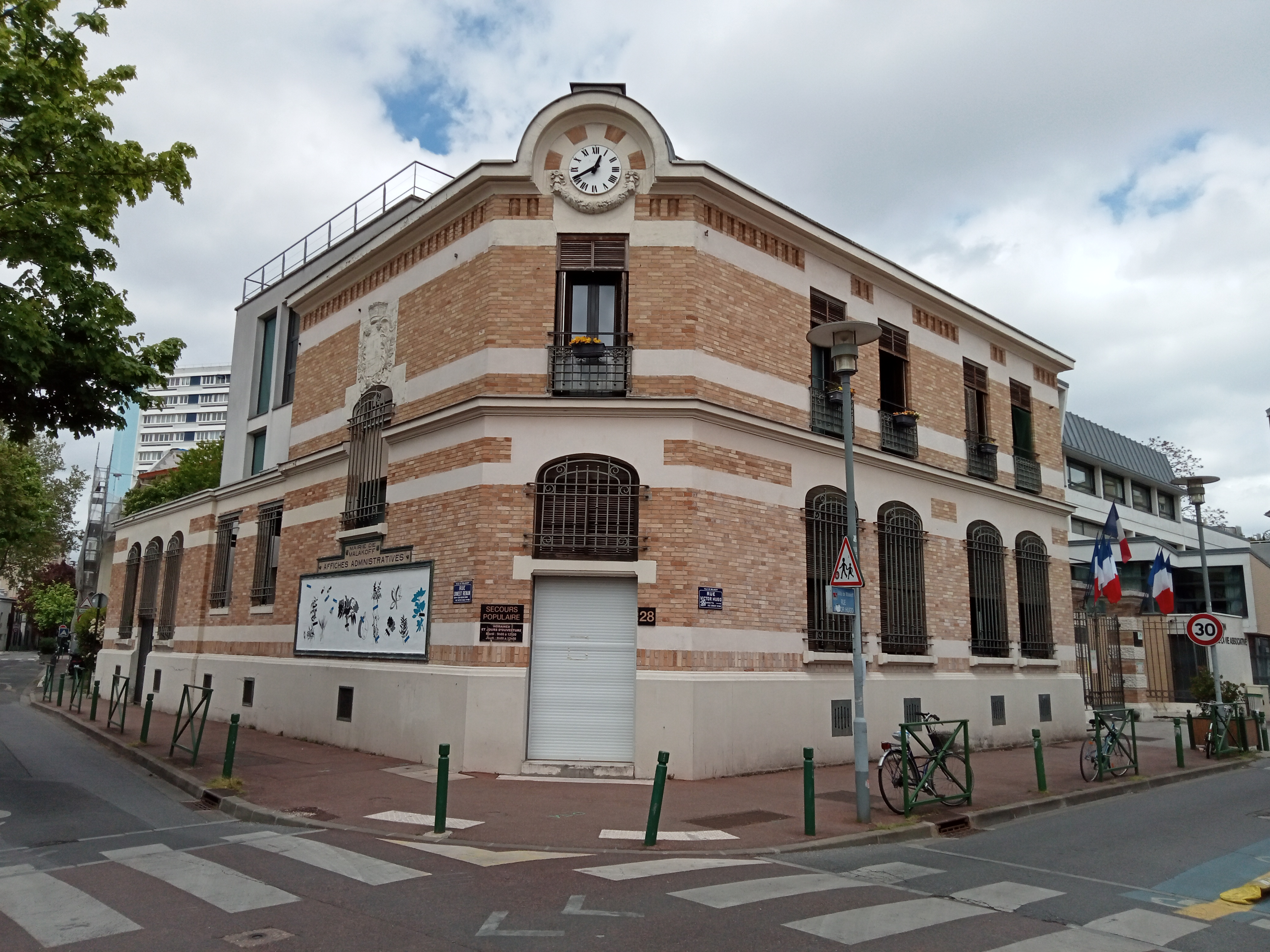
Maison des associations de Malakoff.

- Il s'y trouvait des bains-douches, dits Bains de la Tour, ou Bains de Malakoff[2], qui disparurent au XXe siècle[3].
- À l'angle du sentier du Tir, bâtiment du lavoir de la Tour[4].
- Elle fait partie des voies de la banlieue parisienne pénétrant dans Paris, représentées en 1971 par Eustachy Kossakowski dans une série photographique intitulée 6 mètres avant Paris[5].
- Au no 20, un immeuble datant de 1972, caractéristique du modernisme[6].
- Ancien hôtel de ville, devenu la Maison de la Vie Associative de Malakoff.